# Томнатик

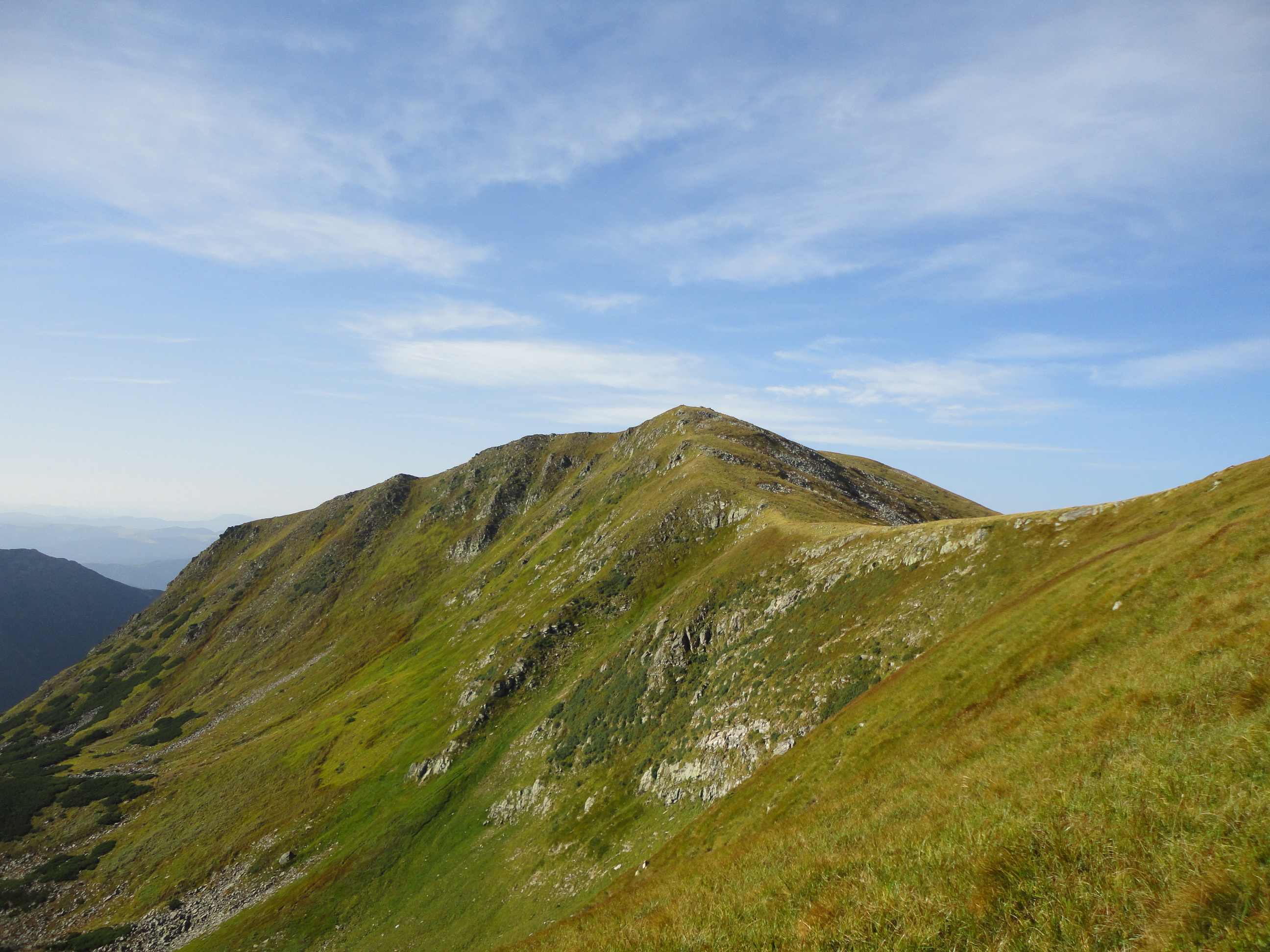

Томна́тик — гора в Украинских Карпатах, массив Яловичёрские горы. Высота горы — 1565,3 м.

## География
Гора расположена на хребте Томнатикул, в границах Вижницкого района Черновицкой области.
На юго-запад в 3-х км от вершины горы находится село Сарата, а на юго-восток в 2,5 км — перевал Семенчук у границы с Румынией. Севернее Томнатика расположена самая высокая гора Яловичёрского массива — гора Яровица (1586,9 м).
Высота горы — 1565,3 метров над уровнем моря. Подножие горы и сама гора поросли лесом, на вершине — небольшие поляны.
На вершине горы расположена заброшенная база советской ПВО — «Памир», ставшая в настоящее время туристической достопримечательностью (5 огромных шарообразных куполов диаметром до 30 метров из радиопрозрачного материала).
Ближайший населённый пункт: село Фальков.